# PSR J1119-6127
PSR J1119-6127 est un pulsar jeune situé dans la constellation de la Carène. 
Une étude récente a montré que ce pulsar présentait un comportement de magnétar à la suite de la découverte d'émissions de rayon X par les télescopes Swift, Fermi et NuSTAR. Il s'agit donc d'un objet unique présentant à la fois un comportement de pulsar et de magnétar. Il pourrait peut être s'agir d'un état transitoire (pulsar devenant magnétar ou inversement).
Son âge caractéristique est de 1600 ans, et sa période de rotation très grande pour un pulsar de cet âge, 407 millisecondes, une situation comparable à celle de PSR J1846-0258. Ce fait pourrait s'expliquer par le fait que ce pulsar est de ceux dont le ralentissement est le plus élevé : 4×10-12 s·s-1.  